# Хар (Мюнхен)
Хаар (нем. Haar) — город в Германии, в земле Бавария.
Подчиняется административному округу Верхняя Бавария. Входит в состав района Мюнхен. Население составляет 19 430 человек (на 31 декабря 2010 года). Занимает площадь 12,90 км². Известен наличием «Психиатрической больницы».